# Maratón de los Cuentos
El Maratón de los Cuentos es un festival de narración oral que se realiza cada año en el palacio del Infantado de Guadalajara (España) durante el segundo o tercer fin de semana de junio. Reúne a contadores de cuentos o cuentacuentos de todo el mundo que narran de forma ininterrumpida durante el fin de semana. Iniciado en 1992, el Maratón de los Cuentos de Guadalajara se celebra cada año desde entonces. Alcanzó su vigésima edición en 2011 logrando 46 horas de narración de cuentos sin interrupción. Aglutina a 200 voluntarios que ayudan desarrollar más de 70 actividades paralelas.

## Historia

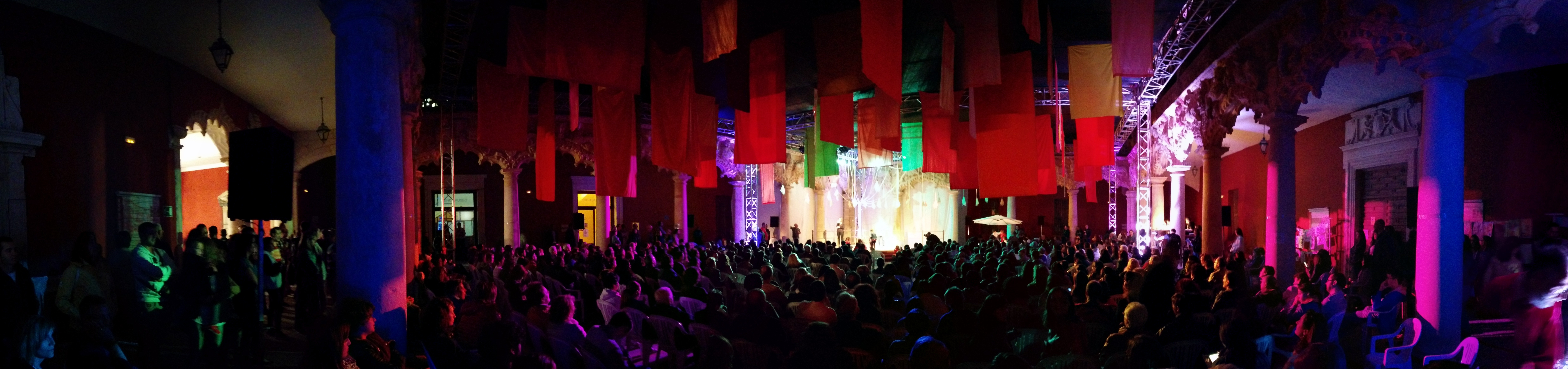
El Maratón de los Cuentos no se detiene y la tarde-noche es cuando mayor afluencia de espectadores asiste.

El Maratón nació como uno de los proyectos creados por Blanca Calvo, directora de la Biblioteca de Guadalajara, cuando en 1982 promovió el Seminario de Literatura Infantil y Juvenil de Guadalajara, que además del Maratón organizó los Encuentros Nacionales de Animación de la Lectura entre 1984-1996.
La primera edición se celebró el 23 de abril de 1992 como parte del programa de actividades de la Feria del Libro de Guadalajara, donde se incluía la narración oral. Esa primera edición duró 24 horas, desde las 12 horas del mediodía del viernes hasta las 12 del sábado, con el objetivo a su vez de entrar en el Libro Guinness de los récords. En este maratón participaron personalidades como Antonio Buero Vallejo o José Luis Sampedro.
En 1993 el Maratón se celebra por primera vez en el palacio del Infantado y alcanzó las 36 horas y media de duración.
Desde entonces, y gracias a la colaboración del Seminario de Literatura Infantil y Juvenil de Guadalajara, se terminó definiendo lo que hoy se conoce como el «Maratón de los Cuentos de Guadalajara», que se desarrolla en el patio de los Leones del palacio del Infantado de forma ininterrumpida durante el fin de semana.
En 2016 el festival alcanzó un cuarto de siglo contando cuentos y es considerado como el mayor festival de narración oral, orientado a niños y mayores, adolescentes, aficionados a los cuentacuentos y curiosos en general y conocida como la capital mundial del cuento. Así, en  2018 el Maratón de los Cuentos fue declarado Fiesta de Interés Turístico Regional.
En 2020 debido al Covid-19 se redujeron las actividades del Maratón y se limitó el aforo para cumplir con las medidas de seguridad e higiene. El evento se celebró algo más tarde de lo habitual, del 25 al 26 de septiembre de 2020 y el mismo pudo ser seguido a través de streaming. Similar situación en 2021, aunque esta vez recuperando mayor parte de las actividades del evento. Año en el que se anticipa la conversión de la casa del pintor Carlos Santiesteban el Casa de los Cuentos.

## Localizaciones del evento

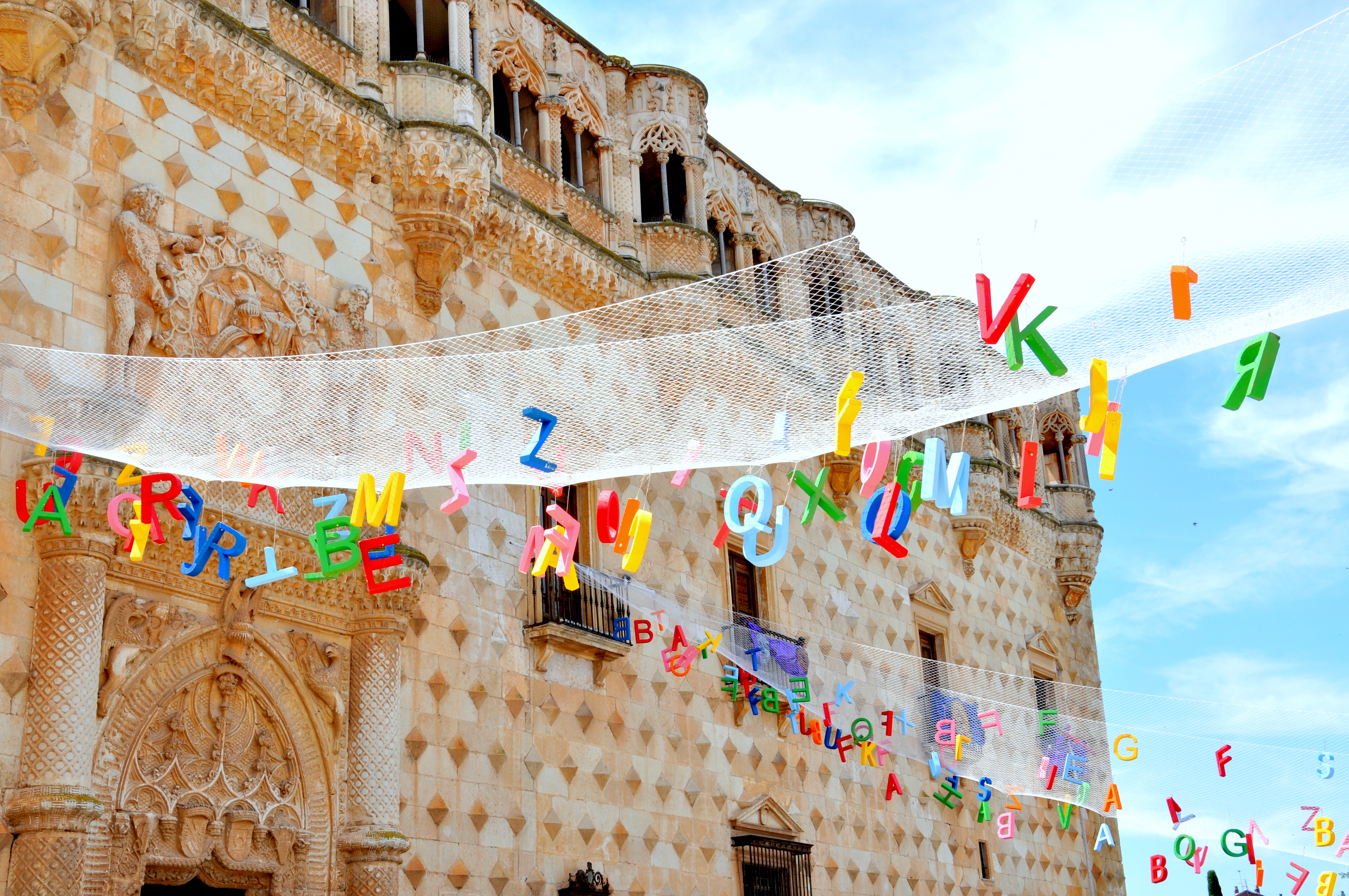
El palacio del Infantado se decora para la ocasión ya que es el lugar donde se celebran la mayor parte de las actividades del Maratón, incluida la narración oral.

El palacio del Infantado de Guadalajara alberga el evento desde 1993 y es decorado especialmente para la ocasión. En su interior, en el Patio de los Leones, el patio principal, se desarrolla el maratón de narración oral así como el maratón de ilustración, y en el zaguán, un patio menor a la entrada del Palacio del Infantado se narran historias por contadores más novatos o más tímidos. El zaguán también alberga el maratón de cuentos principal en caso de mal tiempo, ya que este patio es interior lo que permite que el maratón no se suspenda hasta que termine su programa en el domingo, momento en el que se realiza el concierto del fin del maratón, también desarrollado en el zaguán del palacio del Infantado.
Los jardines del Palacio del Infantado acogen algunas actividades, aunque principalmente se encuentran diversos puestos donde comprar libros o puestos donde comprar productos tradiciones o tomar un té. También frente al Palacio del Infantado se sitúan algunos puestos con el mismo objetivo, así como se realizan actividades y espectáculos a diferentes horas.
La plaza del Jardinillo de Guadalajara y la plaza Mayor de Guadalajara así como la calle mayor también suelen acoger algunas actividades y espectáculos.
Entre las localizaciones del evento también han incluido el Salón Chino del Palacio de la Cotilla, el Palacio de Antonio de Mendoza (Liceo Caracense). o la cripta de la Iglesia de San Francisco.
Todas las localizaciones que participan en el evento son decoradas o acomodadas para la ocasión.

## Maratones incluidos en el evento
Existen diferentes actividades que se realizan de manera paralela al Maratón de los Cuentos.

### Maratón de narración oral

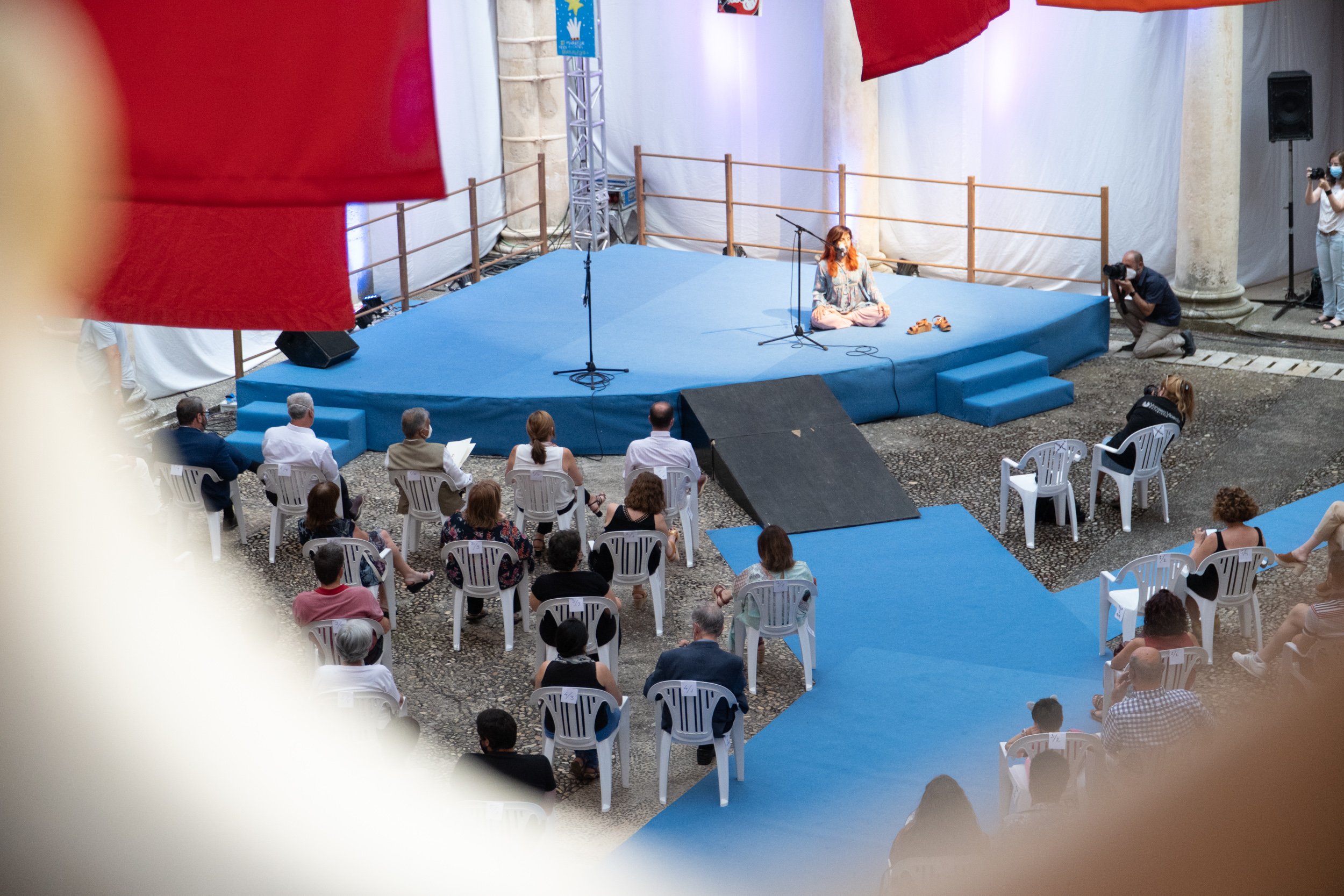
Maratón de los Cuentos en 2021

Multitud de contadores de cuentos profesionales y no profesionales participan durante el evento narrando historias, ya sean solos o acompañados, con acompamiento musical o sin ella, cantando o narrando, interpretando la historia sin más, vestidos en especial para ello o incluso camuflados detrás de marionetas o títeres, cualquier opción es posible.

### Maratón de ilustración

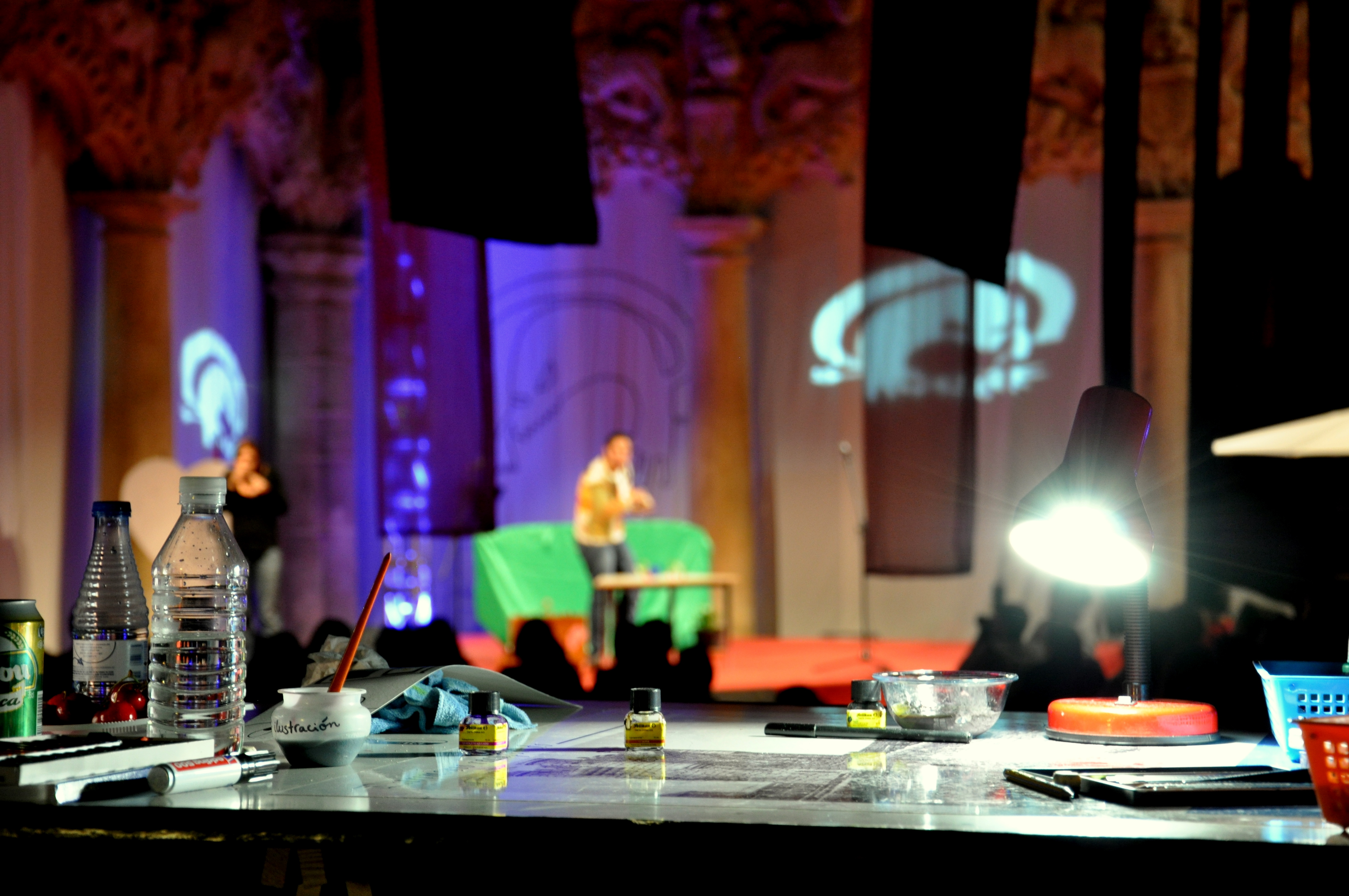
Los ilustradores se sitúan frente a los cuentacuentos en el patio de los Leones del palacio del Infantado para dibujar las narraciones.

Diferentes ilustradores de todo el mundo se encargan de plasmar en papel las historias que los contadores de cuentos van narrando durante el fin de semana. Las ilustraciones son colgadas en una de las esquinas del patio de los leones del palacio del Infantado para que todos puedan acercarse a verlas.
Los ilustradores también participan creando el cartel del evento de cada año, el cual servirá para promocionar el mismo sirviendo de imagen para carteles, camisetas e insignias en cada edición.

### Maratón de fotografía
La Agrupación Fotográfica de Guadalajara realiza este seguimiento fotográfico creando un archivo anual de la celebración y proporcionando un recuerdo a cada participante del Maratón.

### Maratón de radio
Retransmisión radiofónica de los cuentos a través de Radio Arrebato, tanto por radiofrecuencia como por Internet en www.radioarrebato.net.

### Maratón de música
Desde 2002, y dependiendo del año, el maratón de música se realiza de forma simultánea en los jardines del palacio del Infantado.

### Actividades paralelas al Maratón

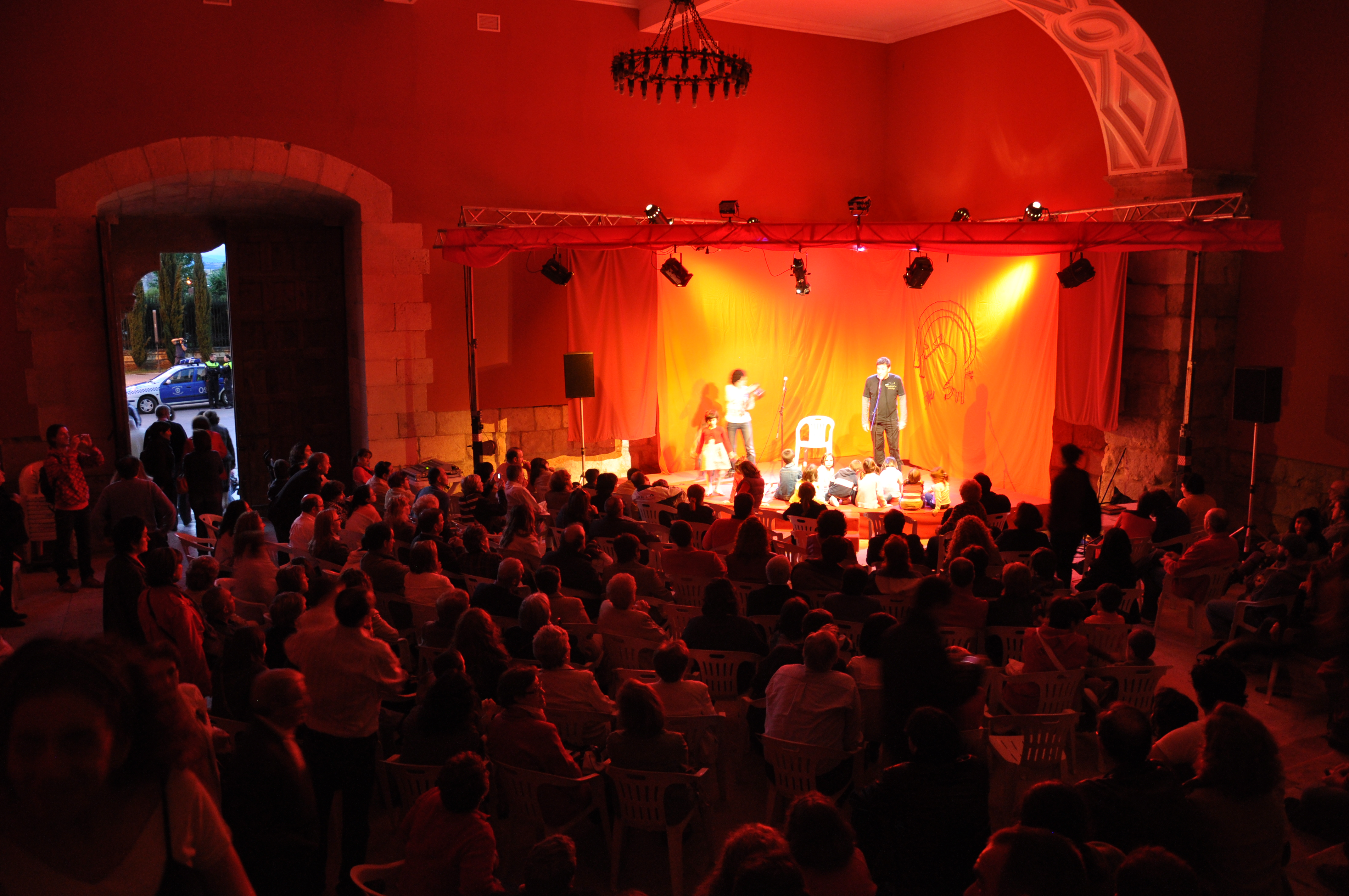
En el Zaguán del palacio del Infantado también cuentan cuentos, en caso de lluvia alberga el programa principal, y es donde se celebra el concierto de la Banda de Guadalajara que cierra el maratón.

Existen diversas actividades que se desarrollan en torno a la actividad principal del Maratón de los Cuentos y la narración de historias, algunas de ellas son:
- Festival de Narración Oral Profesional desde 1997.
- El Bicicuento recorre las calles de la ciudad y en cada parada se cuenta un cuento.
- Monumentos abiertos por la noche, como la capilla de Luis de Lucena, el palacio de Antonio de Mendoza y el palacio de la Cotilla
- Paseos nocturnos y visitas guiadas por la ciudad.
- Tren turístico que recorre la ciudad.
- Taller de marcapáginas.
- Concierto de la Banda Provincial de Música al finalizar el Maratón de los Cuentos de cada año a modo de despedida, el domingo entre las 12h y las 15h.
- El Maratón Viajero recorre desde 1999 diferentes pueblos de la provincia de Guadalajara realizando en cada uno de ellos un pequeño Maratón de los Cuentos.
- Traducción de las narraciones a lenguaje de signos para personas sordas desde 2003 y transcripción por pantalla de los cuentos narrados en idiomas distintos al español.
- Diferentes conferencias sobre literatura oral.
- Talleres de lectura.
- Exposiciones fotográficas de anteriores maratones.
- Exposiciones de los cuentos gigantes creados por los colegios de la provincia o en las diferentes actividades del maratón.
- Chimenea de los Cuentos, lugar donde los más tímidos pueden contar un cuento en un ambiente más pequeño.
- Diversos espectáculos de calle, malabares, contadores, mimos, etc.
- La Palabra Viajera es un programa que traslada el Maratón a lugares como los hospitales o residencias de ancianos.

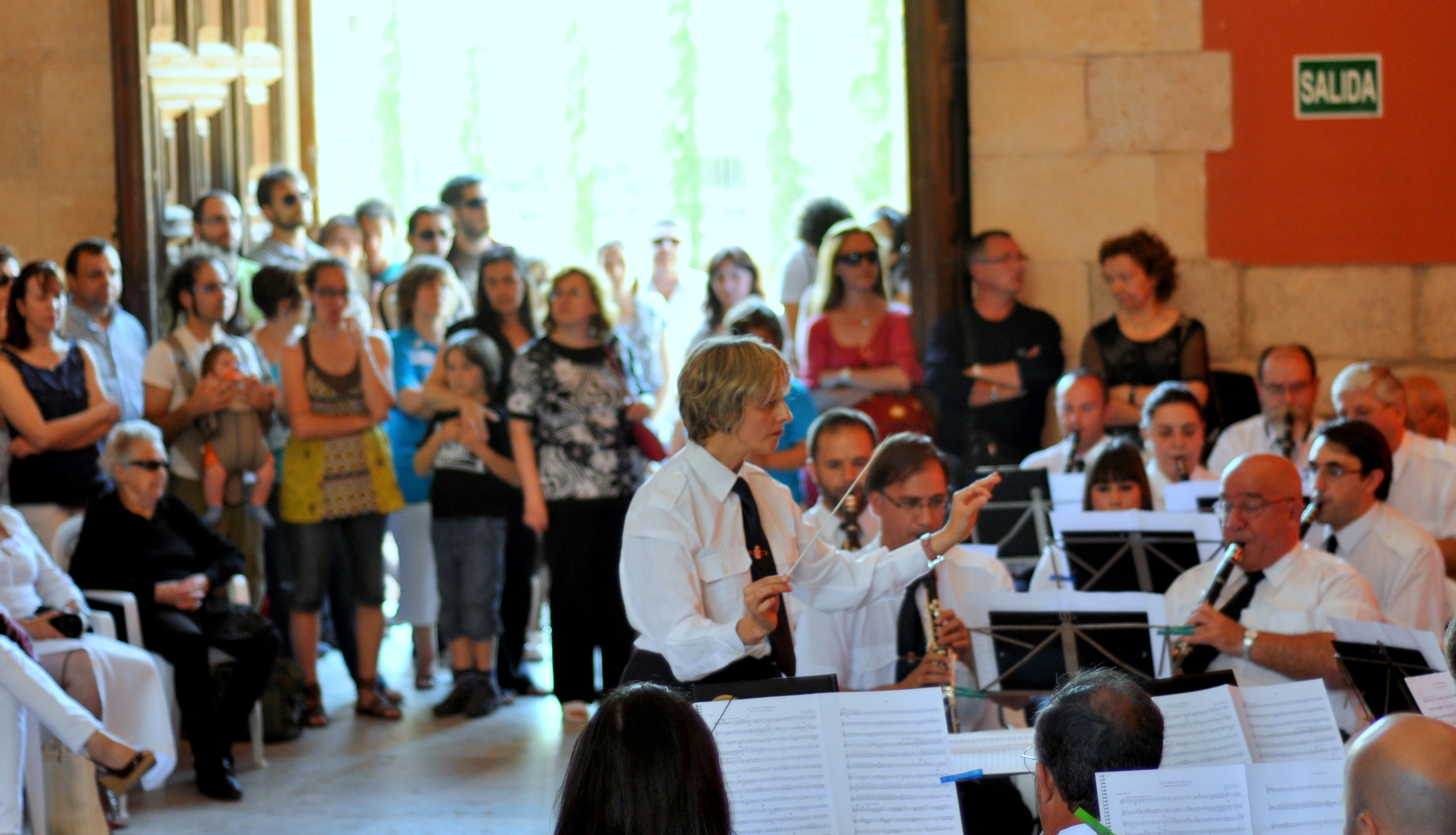
Concierto con el que se cierra el Maratón de los Cuentos cada año.

### Viernes de los cuentos
El viernes de los cuentos no se incluye en el programa del festival, pero completa al maratón de los cuentos al desarrollar sesiones de narración oral para adultos de octubre a mayo, incluyendo filandón en dos de los viernes durante este periodo, llegando a su 21 edición en 2017.

## Otros aspectos del Maratón

### Forma de participar
Debido a la gran cantidad de contadores que participan en el Maratón cada año es necesario planificar los horarios y participantes para asegurarse de que no hay huecos de tiempo sin cuento ni participantes deseosos por participar sin sitio, por lo que para participar lo mejor es acceder a la página oficial del evento con anticipación y solicitar un hueco en el próximo maratón.

### Solos o acompañados
No existen normas sobre ello, hay parejas, padres con hijos, abuelos con nietos, contadores profesionales, contadores novatos, con acompañamiento musical, en lenguaje de sordomudos, como representación teatral ya sea más o menos representada, etc. El maratón está abierto a cualquier posibilidad.

### La insignia
La insignia es un galardón que se da únicamente a los participantes del Maratón de los Cuentos en cualquiera de sus vertientes, no encontrándose esta a la venta. La insignia trata de distinguir a los voluntarios que sacan adelante el Maratón de los Cuentos cada año, e incentiva a su vez a continuar como colaborador en las nuevas ediciones para continuar completando "su colección", de igual manera sirve de invitación a participar en el evento a los hasta ahora más tímidos.

## Ediciones del Maratón de los Cuentos de Guadalajara
Cada año, el Maratón de los Cuentos asigna una temática que dan lugar a un lema de la edición:
| N.º | Año  | Tema                           | Nº de contadores | Nº de cuentos |
| --- | ---- | ------------------------------ | ---------------- | ------------- |
| 32  | 2023 | Comer y contar                 | 1277             | 703           |
| 31  | 2022 | ¿Hacia dónde?                  | 1193             | 690           |
| 30  | 2021 | Los Tesoros                    | 840              | 668           |
| 29  | 2020 | La muerte                      | 256              | sin datos     |
| 28  | 2019 | Las Brujas                     | 1676             | 846           |
| 27  | 2018 | Las estrellas                  | 1524             | 716           |
| 26  | 2017 | Oriente                        | 1679             | 712           |
| 25  | 2016 | La poesía anda por las calles  | 1500             | 850           |
| 24  | 2015 | El Bosque                      | 1364             | 765           |
| 23  | 2014 | El Agua                        | 1293             | 781           |
| 22  | 2013 | De Cueva en Cueva              | 1382             | 878           |
| 21  | 2012 | Misterios de Europa            | 1300             | 940           |
| 20  | 2011 | Silencio, se cuenta            | 1207             | 785           |
| 19  | 2010 | Los malos de los cuentos       | 981              | 713           |
| 18  | 2009 | El sonido de la memoria        | 956              | 850           |
| 17  | 2008 | África, continente de palabras | 1054             | 729           |
| 16  | 2007 | Ciudades de cuento             | 1084             | 798           |
| 15  | 2006 | La luna                        | 906              | 636           |
| 14  | 2005 | Historias de ida y vuelta      | 1035             | 789           |
| 13  | 2004 | Lenguas que cuentan            | 842              | 615           |
| 12  | 2003 | Otro mundo es posible          | 1002             | 640           |
| 11  | 2002 | La magia de la palabra         | 1039             | 621           |
| 10  | 2001 | Maratón por Europa             | 976              | 573           |
| 9   | 2000 | Maratón del tiempo             | 874              | 637           |
| 8   | 1999 | La palabra y el silencio       | 880              | 640           |
| 7   | 1998 | Los sueños                     | 920              | 629           |
| 6   | 1997 | La mar de cuentos              | 923              | 570           |
| 5   | 1996 | Las mil y una noches           | 560              | 476           |
| 4   | 1995 | El Mar-Ratón de los cuentos    | 871              | 367           |
| 3   | 1994 | 9º encuentro narradores        | 268              | sin datos     |
| 2   | 1993 | 8º encuentro narradores        | sin datos        | 240           |
| 1   | 1992 | Feria del libro                | 211              | 212           |